# New Zealand Cycle Classic
La New Zealand Cycle Classic, conosciuta fino al 2011 come Tour of Wellington o Trust House Classic, è una corsa a tappe maschile di ciclismo su strada che si svolge annualmente nel territorio di Wellington, in Nuova Zelanda. Fondata nel 1988, fu riservata ai dilettanti fino al 1998. È inserita nell'UCI Oceania Tour come gara di classe 2.2.

## Albo d'oro
Aggiornato all'edizione 2023.
| Anno                      | Vincitore        | Secondo           | Terzo              |
| Tour of Wellington        |                  |                   |                    |
| ------------------------- | ---------------- | ----------------- | ------------------ |
| 1988                      | Darren Rush      |                   |                    |
| 1989                      | Brian Fowler     |                   |                    |
| 1990                      | Brian Fowler     |                   |                    |
| 1991                      | Brian Fowler     |                   |                    |
| 1992                      | Brian Fowler     |                   |                    |
| 1993                      | Clark Richards   |                   |                    |
| 1994                      | Ric Reid         |                   |                    |
| 1995                      | Robbie McEwen    |                   |                    |
| 1996                      | Ric Reid         |                   |                    |
| 1997                      | Corey Sweet      |                   |                    |
| 1998                      | Haydn Bradbury   |                   |                    |
| 1999                      | Julian Dean      | Brendon Vesty     | Warrem Clarke      |
| 2000                      | Brendon Vesty    | Bryce Schapley    | Bart Hikson        |
| 2001                      | Chris Jenner     | Graeme Miller     | Brendon Vesty      |
| 2002                      | Robin Reid       | Hayden Roulston   | Bryce Schapley     |
| 2003                      | Matthew Yates    | Geoffrey Burndred | Tim Gudsell        |
| 2004                      | Eric Wohlberg    | Robin Reid        | Charles Dionne     |
| 2005                      | Matthew Lloyd    | Fraser McMaster   | Peter Latham       |
| 2006                      | Hayden Roulston  | Tim Gudsell       | Evan Oliphant      |
| 2007                      | Hayden Roulston  | Craig McCartney   | Matthew Talbot     |
| 2008                      | Travis Meyer     | Robin Reid        | David Pell         |
| 2009                      | Peter McDonald   | Jeremy Vennell    | Timothy Roe        |
| 2010                      | Michael Torckler | Lachlan Norris    | Jay Thompson       |
| 2011                      | George Bennett   | Patrick Lane      | James Williamson   |
| New Zealand Cycle Classic |                  |                   |                    |
| 2012                      | Jay McCarthy     | Darren Lapthorne  | Campbell Flakemore |
| 2013                      | Nathan Earle     | Benjamin Dyball   | William Walker     |
| 2014                      | Michael Vink     | James Oram        | Adam Phelan        |
| 2015                      | Taylor Gunman    | Jason Christie    | Dion Smith         |
| 2016                      | Ben O'Connor     | Mark O'Brien      | Stephen Williams   |
| 2017                      | Joseph Cooper    | Logan Griffin     | James Oram         |
| 2018                      | Hayden McCormick | Ian Bibby         | Robert Stannard    |
| 2019                      | Aaron Gate       | Jesse Featonby    | Jay Vine           |
| 2020                      | Rylee Field      | Aaron Gate        | Corbin Strong      |
| 2021                      | Corbin Strong    | Finn Fisher-Black | Aaron Gate         |
| 2022                      | Mark Stewart     | Ollie Jones       | Laurence Pithie    |
| 2023                      | James Oram       | Josh Burnett      | Adne van Engelen   |

## Statistiche

### Vittorie per nazione
Aggiornato all'edizione 2023.
| Pos. | Paese         | Vittorie |
| ---- | ------------- | -------- |
| 1    | Nuova Zelanda | 23       |
| 2    | Australia     | 10       |
| 3    | Canada        | 1        |
| 3    | Francia       | 1        |
| 3    | Gran Bretagna | 1        |